# Kritinachne Chaur
Kritinachne Chaur (nep. कृस्ती नाच्नेचौर) – gaun wikas samiti w zachodniej części Nepalu w strefie Gandaki w dystrykcie Kaski. Według nepalskiego spisu powszechnego z 2001 roku liczył on 1228 gospodarstw domowych i 5627 mieszkańców (3163 kobiet i 2464 mężczyzn).